# Боснійсько-Подринський кантон
Босні́йсько-По́дринський канто́н Го́ражде (босн. Bosansko-podrinjski kanton Goražde, хорв. Bosansko-podrinjska županija Goražde, серб. Босанско-подрињски кантон Горажде) — офіційна назва п'ятого з десятьох кантонів Федерації Боснії і Герцеговини, яка є частиною Боснії і Герцеговини.

## Географія
Розташований у східній частині країни, у регіоні Подриння, бувши майже анклавом боснійської частини на території сербської. З площею 504,6 км² кантон займає 1,93 % загальної території Федерації.

## Історія
Археологічні розкопки підтверджують, що територія міста Горажде Боснійсько-Подринського кантону була заселена ще за кам'яної доби та римського періоду. У Середньовіччі місто Горажде вперше згадується в 1397 році.
Османи захопили цю територію в 1465 році і контролювали її до 1878 року, коли обшир Боснійсько-Подринського кантону зайняла Австро-Угорщина. Під час Першої та Другої світової війни населення цього терену зазнало багато страждань. Після закінчення Другої світової війни територія Боснійсько-Подринського кантону стала частиною південно-східних земель Боснії і Герцеговини та її адміністративним, економічним та культурним центром.
Під час війни в Боснії та Герцеговині Горажде був єдиним містом на Дрині, яке зуміло захистити себе. Ситуація ускладнювалася й тим, що воно було оточене сербськими територіями й фактично було босняцьким анклавом. Запеклий бій за місто відбувся в 1992 році, а єдиним способом для Горажде отримати необхідну їжу та зброю був знаменитий «Шлях порятунку» Грепци. За Дейтонськими угодами Горажде став центром Боснійсько-Подринського кантону. У 2001 році назву було змінено на Боснійсько-Подринський кантон Горажде.

## Адміністративно-територіальний поділ
Адміністративним центром кантону є Горажде, тому він відомий також і під назвою Горажденсько-Подринський (офіційна назва до 2001 р.). Кантон складається з громад Горажде, Пале-Прача та Фоча-Устиколина.

## Політичний устрій
Боснійсько-Подринський кантон, як і інші 9 кантонів, входить до Федерації Боснія і Герцеговина. Межує з Сараєвським кантоном, а східна частина — з Республікою Сербською. Керує кантоном уряд з 8 міністрів, на даний час посаду прем'єр-міністра займає Салко Обогаш.
Законодавчим органом кантону є Кантональна асамблея, яка складається з 25 депутатів. Депутати обираються за системою відкритих списків на загальних виборах у Боснії і Герцеговині. Партія демократичних дій за кількістю мандатів нині є провідною політичною партією в Боснійсько-Подринському кантоні Горажде.

## Населення
За оцінкою 2013 р. кантон налічує приблизно 23 734 жителі.
Кантон майже повністю моноетнічний. Більш ніж 98 % населення кантону становлять босняки.
| Муніципалітет   | Національність | Національність | Національність | Національність | Національність | Національність | Загалом |
| Муніципалітет   | Босняки        | %              | Хорвати        | %              | Серби          | %              | Загалом |
| --------------- | -------------- | -------------- | -------------- | -------------- | -------------- | -------------- | ------- |
| Горажде         | 19,692         | 94.23          | 23             | 0.11           | 707            | 3.38           | 20,897  |
| Пале-Прача      | 859            | 95.02          | 1              | 0.11           | 33             | 3.65           | 904     |
| Фоча-Устиколина | 1,762          | 91.15          | 0              | 0              | 145            | 7.50           | 1,933   |
| Кантон          | 22,313         | 94.01          | 24             | 0.10           | 885            | 3.72           | 23,734  |

## Економіка
У довоєнний період муніципалітет Горажде був одним із найрозвиненіших у кантоні. Так, на фабриці УНІС працювали понад 10 000 робітників. У зв'язку з війною на жодній з фабрик УНІС не працювало понад 100 робітників. Старі ділові контакти було втрачено, а у зв'язку з руйнацією та зношенням обладнання було неможливо розпочати повномасштабне виробництво. В аналогічній або в складнішій ситуації опинилися муніципалітети Пале-Прача та Фоча-Устиколина. Останніми роками економічна ситуація в кантоні покращилася, але наслідки війни ще повністю не подолані.
Дороги знаходяться в незадовільному стані, залізниця відсутня.

## Освіта
У Боснійсько-Подринському кантоні функціонують 6 початкових та 3 середні школи. На території общини Горажде знаходяться 4 початкові школи, серед яких — дві в однойменному місті, 1 — у Витковичимах та 1 — в Іловачі. У муніципалітетах Пале-Прача та Фоча-Устиколина знаходяться по одній початковій школі. Також змішана середня школа, середня технічна школа та середній професійний технікум у Горажде. Освіта в Боснійсько-Подринському кантоні, як і раніше, стикається з багатьма труднощами.